# Moment of Glory
Moment of Glory è un album del gruppo musicale Hard rock/Heavy metal tedesco Scorpions, registrato tra giugno ed aprile del 2000 con la Berlin Philharmonic Orchestra, pubblicato il 29 agosto 2000, e registrato ad Hannover, in Germania, all'Expo 2000.

## Il disco
Tutti i titoli del disco sono stati organizzati da Christian Kolonovits. Al contrario dell'omonimo DVD che presenta la registrazione live della serata di Hannover, questo è un album registrato in studio. I brani Moment of Glory, inno ufficiale della Expo 2000 di Hannover scritto da Meine e cantato con i bambini del coro delle voci bianche di Vienna, e Here In My Heart, cover di Diane Warren e cantata in duetto con Lyn Liechty, sono i due inediti di questo album che è molto più di una semplice raccolta. Originale è anche Deadly Sting Suite, un medley di He's a Woman - She's a Man e Dynamite. Non indicato nei credits ma inconfondibile è la presenza di Zucchero Fornaciari, che duetta con Meine in una sua personale versione di Send Me an Angel (Scorpions). Big City Nights (singolo Scorpions), addirittura, è cantata interamente da Ray Wilson senza la partecipazione del cantante titolare. 
Hurricane 2000 è la rielaborazione di Rock You Like a Hurricane. 
Seppur considerato un buon riarrangiamento il disco vendette poco, in America poco più di 20000 copie.
In Germania è arrivato in terza posizione rimanendo in classifica 17 settimane.

## Tracce
1. Hurricane 2000 – 6:04
2. Moment Of Glory – 5:08
3. Send Me An Angel – 6:19
4. Wind of Change – 7:36
5. Crossfire (Instrumental) – 6:47
6. Deadly Sting Suite (Instrumental) – 7:22
7. Here In My Heart – 4:20
8. Still Loving You – 7:28
9. Big City Nights – 4:37
10. Lady Starlight – 5:32
11. Hurricane 2000 (radio edit) (traccia bonus)

## Formazione
- Klaus Meine - voce
- Rudolf Schenker - chitarra
- Matthias Jabs - chitarra
- Ralph Rieckermann - basso
- James Kottak - batteria
- Berliner Philharmoniker
- Christian Kolonovits - direttore

### Ospiti
- Zucchero Fornaciari - Cantante in Send Me an Angel.
- Lyn Liechty - Cantante in Here In My Heart.
- Ray Wilson (dei Genesis) - Cantante in Big City Nights.

## Classifiche

### Album
| Anno | Classifica | Posizione massima |
| ---- | ---------- | ----------------- |
| 2000 | Francia    | 70                |
| 2000 | Germania   | 3                 |
| 2000 | Giappone   | 100               |
| 2000 | Svizzera   | 48                |
| 2003 | Portogallo | 28                |

### Singoli
| Anno | Titolo          | Classifica | Posizione massima |
| ---- | --------------- | ---------- | ----------------- |
| 2000 | Moment of Glory | Germania   | 67                |